# Голлістон (Массачусетс)
Голлістон (англ. Holliston) — місто (англ. town) в США, в окрузі Міддлсекс штату Массачусетс. Населення — 14 996 осіб (2020).

## Демографія
Згідно з переписом 2010 року, у місті мешкало 13 547 осіб у 4940 домогосподарствах у складі 3838 родин. Було 5087 помешкань
Расовий склад населення:
| - 94,7 % — білих - 2,5 % — азіатів - 0,9 % — чорних або афроамериканців - 0,1 % — корінних американців |

До двох чи більше рас належало 1,1 %. Частка іспаномовних становила 1,8 % від усіх жителів.
За віковим діапазоном населення розподілялося таким чином: 26,6 % — особи молодші 18 років, 60,9 % — особи у віці 18—64 років, 12,5 % — особи у віці 65 років та старші. Медіана віку мешканця становила 42,9 року. На 100 осіб жіночої статі у місті припадало 96,9 чоловіків;  на 100 жінок у віці від 18 років та старших — 94,7 чоловіків також старших 18 років.
Середній дохід на одне домашнє господарство  становив 148 072 долари США (медіана — 118 933), а середній дохід на одну сім'ю — 171 688 доларів (медіана — 146 023). Медіана доходів становила 102 538 доларів для чоловіків та 67 475 доларів для жінок. За межею бідності перебувало 1,4 % осіб, у тому числі 0,0 % дітей у віці до 18 років та 4,9 % осіб у віці 65 років та старших.
Цивільне працевлаштоване населення становило 7546 осіб. Основні галузі зайнятості: освіта, охорона здоров'я та соціальна допомога — 28,1 %, науковці, спеціалісти, менеджери — 18,1 %, фінанси, страхування та нерухомість — 10,3 %, роздрібна торгівля — 9,1 %.